# Тайська монархія

Королівський прапор Таїланду

Король Таїланду (тай. พระมหากษัตริย์ไทย, історично, король Сіаму; тай. พระเจ้ากรุงสยาม) — глава держави Таїланд. Призначає прем'єр-міністра країни і затверджує всі рішення державних чиновників.
До 1932 року в Таїланді була абсолютна монархія, але в результаті перевороту 1932 року встановлено Конституцію, що перетворила країну в конституційну монархію. Хоча нинішня династія Чакрі була заснована в 1782 році, існування інституту монархії в Таїланді традиційно йде корінням від заснування Королівства Сукхотай в 1238 році, з коротким міжцарів'ям від смерті Екатхата до приєднання Таксина в 18 столітті. Офіційною церемоніальною резиденцією монархії є великий палац в Бангкоку, в той час як приватна резиденція розташована в палаці Чітралада.

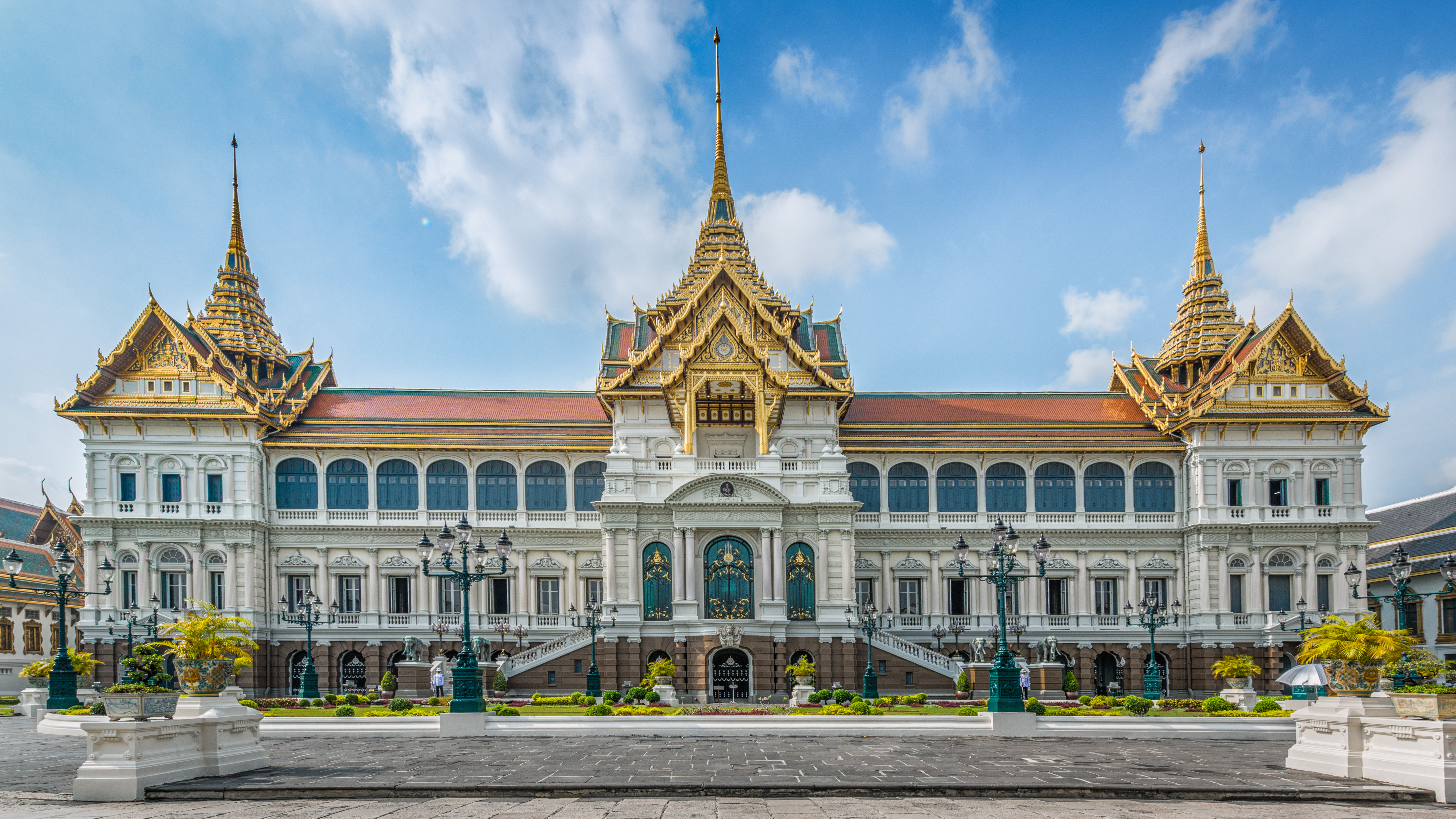
Великий палац (พระบรม มหาราช วัง, Пхрабароммахарадчаванг) — комплекс будівель в Бангкоку, Таїланд.

Король є главою Королівських Збройних сил Таїланду і прихильником буддизму.